# Хьюз, Оливер (солдат)
О́ливер Хьюз (англ. Oliver Hughes; 1844, Фентресс, Теннесси — 5 января 1911, Мейкон, Миссури) — американский военный, солдат-пехотинец Армии Союза. Служил во время Гражданской войны в США капралом в роте С 12-го добровольческого пехотного полка Кентукки. Удостоен Медали Почёта за свои действия 24 июня 1864 во время боёв на  Уэлдонской железной дороге, когда он захватил флаг 11-го полка Южной Каролины. Хьюз и капитан Джон Х. Браун были единственными военнослужащими 12-го Кентуккийского полка, награждёнными медалью Почёта за храбрость во время войны. Хьюз похоронен на Старом кладбище в Каллао, округ Мейкон, штат Миссури.